# Xysticus fuerteventurensis
Xysticus fuerteventurensis là một loài nhện trong họ Thomisidae.
Loài này thuộc chi Xysticus. Xysticus fuerteventurensis được Jörg Wunderlich miêu tả năm 1992.